# 栂善夫
栂 善夫（とが よしお、1943年5月31日 - ）は、日本の法学者。専門は民事訴訟法。早稲田大学法学学術院名誉教授。東京生まれ。

## 略歴
- 1962年　宮城県仙台第二高等学校卒業
- 1966年　慶應義塾大学法学部卒業
- 1971年　慶應義塾大学大学院法学研究科単位取得満期退学
- 1971年　駒澤大学法学部講師
- 1975年　同助教授
- 1981年　同教授
- 1983年　青山学院大学法学部教授
- 1997年　早稲田大学法学部教授
- 2014年　同定年退職[1]

## 研究テーマ
- 訴訟法上の信義則

## 著書・論文等
- 『民事訴訟法講義案』（法学書院）
- 『目で見る民事訴訟法教材』（有斐閣）
- 「訴訟能力」（法学教室、2001年）

共訳
- ルドルフ・フォン・イェーリング『権利のための闘争』（池上嘉彦共訳、研究社小英文叢書284、研究社、1986年）

## 所属学会
- 日本民事訴訟法学会 （理事 、1977-1980 、国内 ）
- 日本民事訴訟法学会 （幹事 、1980-1983 、国内 ）
- 日本民事訴訟法学会 （理事 、1989-1992 、国内 ）
- 日本民事訴訟法学会 （理事 、1995-1998 、国内 ）
- 日本民事訴訟法学会 （理事 、2001-2004 、国内 ）
- 日本私法学会 （国内）
- 比較法学会 （国内）
- 公証法学会 （国内）
- 土地法学会 （国内）
- 金融法学会 （国内）